# Clinton Benjamin
Clinton Denton Benjamin – nauruański polityk, były członek parlamentu. 
Pełnił funkcję ministra zdrowia w gabinecie Lagumota Harrisa (1995-1996). W wyniku wyborów z 2003 i 2004 roku, znalazł się poza izbą.